# 吕梁站
吕梁站位于中华人民共和国山西省吕梁市离石区上安村，是太中银铁路的一座车站，办理客货运业务，现由中国铁路太原局集团太原车务段管辖，等级为二等站。

## 历史
- 始建于2009年，于2011年1月9日正式通车启用。
- 由于老候车厅破损老化，吕梁市政府于2020年扩建了本站候车厅[2]，新建候车厅位于原候车厅正前方，并与其相连。
- 由于太中银铁路（山西段）开行“复兴号”动车组列车，本站于2021年3月24日至6月26日进行了提质改造工程[3]。本次改造主要改造了站房，加装了电梯、雨棚等设施；同时移除了2020年扩建时使用的行书书法站名，改为了国铁标准隶书站名[4]。

## 车站结构
车站主站房占地5906平方米，设计层高为二层，候车厅可容纳一千多人候车，设有11个售票窗口及1个残疾人窗口，站内设六条股道、三个站台面，其中1站台为侧式站台，2、3站台为岛式站台。
| 西↑ |      |                                                            |  |
| Ⅲ道 | 无   | 太中银铁路 通过线                                          |  |
|     | 3    | 到发线                                                     |  |
|     | 岛式 |                                                            |  |
|     | 2    | 到发线                                                     |  |
| Ⅱ道 | 无   | （柳林南站）太中银铁路 上行正线 往太原南站方向（吴城镇站） |  |
| Ⅰ道 | 无   | （柳林南站）太中银铁路 下行正线 往中卫站方向（吴城镇站）   |  |
|     | 1    | 到发线                                                     |  |
|     | 侧式 |                                                            |  |
| 东↓ | 站房 | 进出站、接驳交通                                           |  |